# Arlecchino (casa discografica)
La Dischi Arlecchino, nota come Arlecchino, è stata una casa discografica italiana, attiva dagli anni '60 fino alla fine del decennio successivo.

## Storia
La Arlecchino venne fondata dal cantante Enzo Amadori, attivo fin dagli anni '50 con incisioni presso varie case discografiche e noto anche per aver dato voce in un noto carosello allo slogan Plasmon.
Con il nuovo decennio Amadori decise di dar vita dapprima alle edizioni musicali Arlecchino e poi ad una casa discografica con lo stesso nome, entrambe con sede a Milano, in corso Vittorio Emanuele 11; come direttori artistici chiamò Pier Emilio Bassi e Vigilio Piubeni.
Nel corso degli anni l'etichetta ha pubblicato molti cantanti e gruppi; il momento migliore lo ebbe comunque negli anni '60, grazie a molti gruppi beat.
Nel decennio successivo si spostò sempre più verso il genere melodico e il folk.
Tra gli artisti più noti della Arlecchino. Bruno Castiglia (il leader dei Bisonti), Luciano Fineschi, Riz Samaritano e Giancarlo Cajani, che partecipò a Un disco per l'estate 1970 e Un disco per l'estate 1971. Un altro, Pino Amendola, chitarrista e leader dei Pochets rilevò l'azienda da Amadori e ne divenne titolare.

## Dischi
La datazione qui riportata si basa sull'etichetta del disco o sulla copertina; qualora nessuno di questi elementi abbia una datazione, è basata sulla numerazione del catalogo; talora è, infine, basata sul codice della matrice di stampa. Se esistenti, sono riportati, oltre all'anno, il mese e il giorno (quest'ultimo dato si trova, a volte, stampato sul vinile).

### 33 giri
| Numero di catalogo | Anno | Interprete                    | Titoli                    |
| ------------------ | ---- | ----------------------------- | ------------------------- |
| D 50               | 1964 | Luciano Fineschi e i Seniores | Folklorato di musica n° 3 |
| D 55               | 1970 | Enzo Amadori                  | 1958–1970                 |
| D 60               | 1971 | Giancarlo Cajani              | E' con amore che...       |
| D 68               | 1972 | Giancarlo Cajani              | Canzoni in casa vostra    |

### EP
| Numero di catalogo | Anno | Interprete  | Titoli                                                          |
| ------------------ | ---- | ----------- | --------------------------------------------------------------- |
| D 290              | 1966 | Ovidio      | Rome by night/Addormentarmi così/Accarezzame/Io che amo solo te |
| D 461              | 1971 | I Discoboli | Strano/Continuamente/Quanto sei carina/Non ti crucciare         |

### 45 giri
| Numero di catalogo | Anno | Interprete                                                                         | Titoli                                                                           |
| ------------------ | ---- | ---------------------------------------------------------------------------------- | -------------------------------------------------------------------------------- |
| D 5                | 1960 | Al Marrese                                                                         | Guarda che luna/Il duro del casket                                               |
| D 62               | 1960 | Enzo Amadori e I 5 maghi                                                           | Nuovo mondo/L'amore tuo per me                                                   |
| D 70               |      | Enzo Amadori complesso GLI ALLEGRI                                                 | Ballata di Casargo/Casargo e frazioni                                            |
| D 113              | 1961 | Enzo Amadori                                                                       | Il mondo nella chitarra/Oscurità                                                 |
| D 115              | 1961 | Mario De Rio                                                                       | Flamenco rock/C'è una sola donna                                                 |
| D 116              | 1961 | Complesso Emil                                                                     | Calmucco Ba-Li-Ba/Mokito                                                         |
| D 117              | 1961 | Enzo Amadori con Complesso Emil                                                    | Tramonto Argentino/Violette                                                      |
| D 119              | 1962 | Tony Scala                                                                         | Piccola Commessa/Versilia by Night                                               |
| D 124              | 1962 | Adriana Del Poggio                                                                 | Addio... Addio/Aspettandoti                                                      |
| D 125              | 1963 | Bruno Castiglia & i Delfini                                                        | Ragazzi e dadi/Piccola bambina mia                                               |
| D 126              | 1963 | Jacqueline Ruiz                                                                    | Mohydin/Filino d'erba                                                            |
| D 131              | 1963 | Tony Scala                                                                         | Bella Sartina/Signora Venezia                                                    |
| D 145              | 1964 | Tony Scala                                                                         | Abat Jour/Caterina                                                               |
| D 135              | 1963 | Ruggero Cori                                                                       | Chistu core e 'na chitarra/Napule mia                                            |
| D 148              | 1963 | Complesso Pinotti-Carluccio, canta Lidia Lidy                                      | Spazzacamino/Capricciosetta                                                      |
| D 152              | 1964 | Bruno Castiglia & i Delfini                                                        | Ombretta/Cu cu rru cu cu paloma                                                  |
| D 158              | 1964 | Bristol Quartet                                                                    | Guarda come dondolo/Non credo più a nessuno                                      |
| D 184              | 1964 | Tino Basile                                                                        | Voglio amarti così/Sognando l'amore                                              |
| D 190              | 1964 | Enzo Lepore                                                                        | Canzone del Volga/Occhi neri/Non sgridarmi mia diletta/Se odo un coro di zingari |
| D 191              | 1964 | Mario Maestri                                                                      | Passeggiando fra gli angeli/Ho chiuso le finestre                                |
| D 199              | 1964 | Marisa Frigerio                                                                    | Un Americano A Hong-Kong/L'ultimo sole                                           |
| D 204              | 1964 | Carmen De Cielo e Enzo Amadori                                                     | Buonanotte amici miei/Ragazzi e dadi                                             |
| D 210              | 1964 | Milly Cora                                                                         | Coccodrillo/Hully Gully                                                          |
| D 212              | 1964 | Enzo Amadori                                                                       | Cinesina/Tu mi fai morir                                                         |
| D 218              | 1964 | Pieranna                                                                           | Sehnsucht nach San Marino/Io ti ricordo                                          |
| D 224              | 1964 | Enzo Lepore                                                                        | Serenata (Schubert)/Ideale (Tosti)                                               |
| D 225              | 1964 | Nucci Antony e The Apaches                                                         | La squadra del mio cuore/Lo scudetto                                             |
| D 226              | 1964 | Enzo Lepore                                                                        | Piscatore 'e Pusilleco/Addio mia bella Napoli                                    |
| D 227              | 1964 | Luisella Di Milano                                                                 | Prega per me/Dove sei tu                                                         |
| D 231              | 1964 | Enzo Lepore                                                                        | Ave Maria (Gounod)/Ave Maria (Schubert)                                          |
| D 232              | 1964 | Enzo Lepore                                                                        | Vecchia zimarra/Vi ravviso o luoghi ameni                                        |
| D 234              | 1965 | Mimmo De Vanna                                                                     | Mi dovrai legar/Se vuoi fuggir                                                   |
| D 241              | 1965 | Marystella                                                                         | Non c'è parola/Tu stai con lei                                                   |
| D 245              | 1965 | Lilo Faridda con il quintetto Andri                                                | Hava Nagila/La campagnola                                                        |
| D 254              | 1966 | Gli Uragani                                                                        | Rocca amica/Son rimaste le rose                                                  |
| D 255              | 1966 | Silvia Guidi                                                                       | Hai voluto così/Non farmi ridere                                                 |
| D 262              | 1965 | Enzo Lepore                                                                        | Dicitencello vuie/Santa Lucia/O sole mio/Torna a Surriento                       |
| D 263              | 1966 | I Misteriani con Calogero Rives e Nando Rives                                      | Mi han detto che tu/Ci sei solo tu                                               |
| D 267              | 1966 | Bruno Billy                                                                        | Sha-la-la-la/Non capisco perché                                                  |
| D 271              | 1966 | Fanty Reno sul lato A / Reny sul lato B                                            | Che pioggia/E' già novembre                                                      |
| D 272              | 1966 | Ornella Fonte                                                                      | Nati stanchi/Nessuno lo sa                                                       |
| D 275              | 1966 | Enzo Lepore                                                                        | Don Carlos/Simon Boccanegra                                                      |
| D 283              | 1966 | I Diamanti                                                                         | Piangere per te/Che si fa                                                        |
| D 286              | 1966 | Elio Gori e il suo quartetto                                                       | Shame and scandal in the family/Michael                                          |
| D 299              | 1966 | Bruno Billy                                                                        | Balla balla/Non capisco perché                                                   |
| D 300              | 1967 | Silanus                                                                            | Cercatore d'oro/La mia terra                                                     |
| D 305              | 1967 | Riz Samaritano e Jim Malaga                                                        | Pensiamo alle donne/L'ultima cartuccia                                           |
| D 307              | 1967 | Maria de Andria su lato A e Enzo Amadori su lato B                                 | Ciao amore ciao/Bisogna saper perdere                                            |
| D 309              | 1967 | I Diapason                                                                         | Phalena/Prendi il fucile                                                         |
| D 317              | 1967 | New Blues                                                                          | Ti vorrei con me/Mondo di uomini                                                 |
| D 318              | 1967 | Rosy Cicero                                                                        | Il triangolo/ Un uomo solo                                                       |
| D 324              | 1967 | The Black Sheep                                                                    | Quanti ragazzi tristi/Se lo vorrai                                               |
| D 326              | 1967 | Jackals                                                                            | Tante volte/Il lamento                                                           |
| D 329              | 1967 | Aristide Sicco e la sua Orchestra: Elmo Bazzano su lato A e Enzo Amadori su lato B | Bianco blu/Tifosissimi                                                           |
| D 330              | 1967 | Enzo Amadori e i Gentleman                                                         | Estate senza te/Per un momento ho perso te                                       |
| D 343              | 1968 | The Trippers                                                                       | Oh, baby!/Corruzione X008                                                        |
| D 350              | 1968 | John's Followers                                                                   | Buone vacanze/Crystal Mountain                                                   |
| D 353              | 1968 | Paola Turchini                                                                     | Luci ed ombre/Oggi come ieri                                                     |
| D 354              | 1968 | Rosy Cicero                                                                        | C'è un uomo solo/Avanti e indrè                                                  |
| D 356              | 1968 | Romana Nicolò                                                                      | Ora, no!/Un giorno cambierò                                                      |
| D 358              | 1968 | I Medicei                                                                          | Dolci ricordi/Mille sentieri                                                     |
| D 359              | 1968 | Anna Lauri                                                                         | Quando l'amore/Se tu improvvisamente                                             |
| D 363              | 1968 | Eugenio                                                                            | My darling/A braccia aperte                                                      |
| D 366              | 1968 | Sergio Di Barchi                                                                   | Lungo il fiume senza te/E' finito così                                           |
| D 367              | 1968 | Bruno Castiglia & i Delfini                                                        | Piccola bambina mia/Ombretta                                                     |
| D 369              | 1968 | I Solitari                                                                         | Gimme Some Lovin'/Cinque minuti e poi...                                         |
| D 371              | 1968 | Salvo Barcellona                                                                   | One hour ago/Sandy my darling                                                    |
| D 380              | 1968 | Wera Nepy                                                                          | Per l'ultima volta/Pregherò finché non tornerai                                  |
| D 402              | 1969 | I Beltons                                                                          | Dedicata a.../Dai una mano al mondo                                              |
| D 409              | 1969 | Yuma                                                                               | Un poco di libertà/Era solo un sogno                                             |
| D 411              | 1969 | Lella Greco                                                                        | Finestra sul Po/La canzone del Po                                                |
| D 425              | 1970 | Giancarlo Cajani                                                                   | Tuffati con me/La vita è una ruota                                               |
| D 428              | 1970 | Giancarlo Cajani                                                                   | Il cicciardo/La tua nostalgia                                                    |
| D 437              | 1970 | Giancarlo Cajani                                                                   | La mia libertà/Il mio amore dov'è                                                |
| D 469              | 1971 | Danny Lester                                                                       | Testamento / E dico grazie                                                       |
| D 473              | 1971 | Segni di vita                                                                      | Perdonami amore/Marks of life                                                    |
| D 477              | 1971 | Gianni Gay                                                                         | I colori della notte/Passa solo il vento                                         |
| D 480              | 1971 | Giancarlo Cajani                                                                   | Il nostro mare/Un colpo di sole                                                  |
| D 482              | 1971 | Giancarlo Cajani                                                                   | Canta Francesco/L'intenditore                                                    |
| D 485              | 1971 | Gilda Bellante                                                                     | Lotterò contro tutti/Quando verrà                                                |
| D 493              | 1971 | Maria Giovanna Gargenti                                                            | Capisco tutto/Conto fino a tre                                                   |
| D 497              | 197x | Augusta                                                                            | Sono nata per amarti/Incontro d'amore                                            |
| D 501              | 1972 | Patrizia Meoni                                                                     | Il caso Valentina/Signor piano                                                   |
| D 506              | 1972 | Patrizia Meoni                                                                     | Valzer del Padrino (vivere insieme a te)/Ti ho visto comprare tante rose         |
| ARL 3001           | 1972 | Mario Merola                                                                       | Passione eterna/'A dolce vita                                                    |
| D 545              | 1976 | Al Marrese                                                                         | Il duro del casket/Guarda che luna                                               |